# Riocastrillo de Ordás
Riocastrillo de Ordás (en leonés, Ruicastrillu) es una localidad española perteneciente al municipio de Santa María de Ordás, en la provincia de León, comunidad autónoma de Castilla y León.

## Véase también

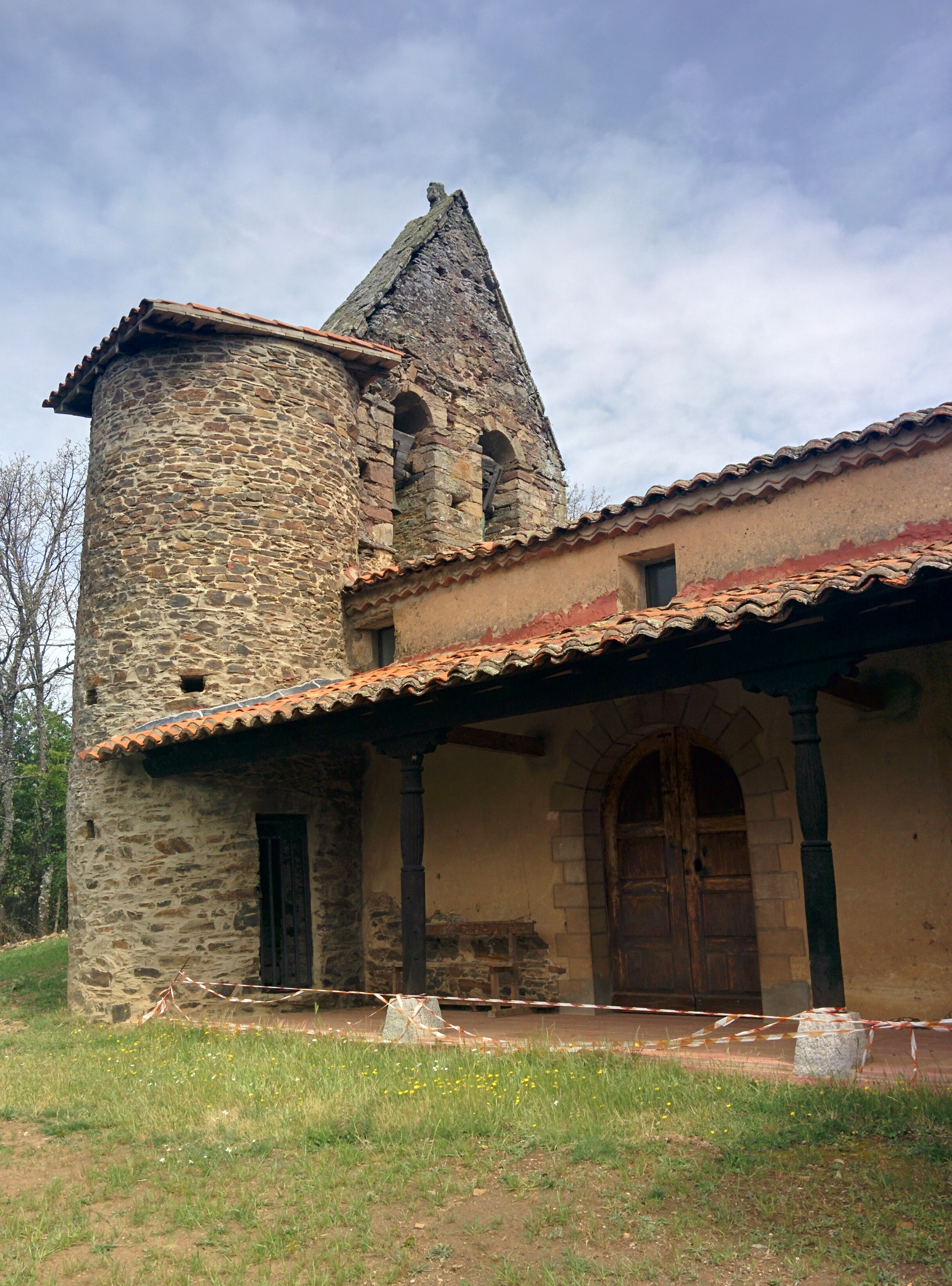
Iglesia del Salvador

## Geografía

### Ubicación
| Noroeste: Santovenia de San Marcos | Norte: Formigones     | Noreste: Villapodambre    |
| Oeste: Camposalinas                |                       | Este: Santibáñez de Ordás |
| Suroeste Adrados de Ordás          | Sur: Adrados de Ordás | Sureste: Callejo de Ordás |

## Demografía
Evolución de la población
| Gráfica de evolución demográfica de Riocastrillo de Ordás entre 2000 y 2016 |
|                                                                             |
| Población de derecho (2000-2016) según el padrón municipal del INE          |